# Щербаков, Александр Иванович (военный)
Александр Иванович Щербаков (1903 — 1978) — сотрудник органов охраны правопорядка и государственной безопасности, полковник (1945). Участник депортации «провинившихся народов».

## Биография
В РККА с 1 августа 1923. 16 июня 1935 зачислен в состав слушателей Высшей пограничной школы имени Г. Г. Ягоды, которую окончил 29 декабря 1936, получив назначение в Восточно-Сибирскую область. На 31 января 1939 значится работающим в Московском военно-хозяйственном училище НКВД, с 1 мая того же года помощник начальника учебного отдела и заместитель начальника 1-го отделения инспекции военно-учебных заведений отдела кадров НКВД СССР. Потом до 3 августа 1940 работает начальником 2-го отделения 1-го специального отдела, после чего переводится начальником 6-го отделения 1-го специального отдела УНКВД по Московской области. Во время Великой Отечественной войны занимался депортацией, а после Победы организацией трудовой повинности населения Третьего рейха. Похоронен на Долгопрудненском кладбище.

### Звания
- капитан;
- майор (31 января 1939);
- полковник	(26 декабря 1939);
- старший майор милиции, 13 марта 1940;[1][2]
- младший лейтенант государственной безопасности (3 августа 1940);
- полковник, 2 марта 1945.[3]

### Награды
- медаль «За отвагу», 8 марта 1944, за выселение карачаевцев, калмыков, чеченцев и ингушей, награждение отменено указом Президиума ВС СССР от 4 апреля 1962.
- орден Красного Знамени, 3 ноября 1944.
- орден Красной Звезды, 2 марта 1945, за мобилизацию и интернирование немецкого гражданского населения с территории Восточной Европы и Германии для работы в СССР.[4]